# Кусацу (город)
Куса́цу (яп. 草津市 Кусацу-си) — японский город префектуры Сига. Он был основан 15 октября 1954 года в результате слияния посёлка Кусацу и сёл Оиками, Касануи, Сицу, Ямадера и Токива. Площадь города составляет 67,92 км², население — 136 922 человека (1 июля 2014), плотность населения — 2015,93 чел./км².
Кусацу — важный транспортный узел, через него проходит несколько автомагистралей и железных дорог всеяпонского значения. Из-за своего близкого расположения к Киото и Осаке он играет роль спального района.

## История
В раннем средневековье на территории современного города существовал одноимённый портовый посёлок на берегу озера Бива. Он был важным узлом на пути в Киото из восточных регионов Японии.

## Экономика
В городе расположен завод компании Omron по производству датчиков и контроллеров.

## Города-побратимы
Кусацу породнён с городами:
- Понтиак, штат Мичиган, США
- Сюйхуэй, район Шанхая, Китай
- Карловы Вары, Чехия